# Paul Bernays
Paul Isaac Bernays (ur. 17 października 1888, zm. 18 września 1977) – szwajcarski matematyk, który wniósł znaczący wkład w logikę matematyczną, aksjomatyczną teorię mnogości i filozofię matematyki. Był asystentem i bliskim współpracownikiem Davida Hilberta.

## Biografia
Bernays urodził się w zasłużonej niemiecko-żydowskiej rodzinie uczonych i biznesmenów. Jego pradziadek, Isaac ben Jacob Bernays, w latach 1821–1849 pełnił funkcję głównego rabina Hamburga.
Bernays spędził dzieciństwo w Berlinie i w latach 1895–1907 uczęszczał do Köllnisches Gymnasium. Na Uniwersytecie Berlińskim studiował matematykę u Issaia Schura, Edmunda Landaua, Ferdinanda Georga Frobeniusa i Friedricha Schottky’ego, filozofię pod kierunkiem Aloisa Riehla, Carla Stumpfa i Ernsta Cassirera i fizykę pod kierunkiem Maxa Plancka. Na Uniwersytecie w Getyndze studiował matematykę u Davida Hilberta, Edmunda Landaua, Hermanna Weyla i Felixa Kleina, fizykę pod kierunkiem Voigta i Maxa Borna i filozofię pod kierunkiem Leonarda Nelsona.
W 1912 roku na Uniwersytecie Berlińskim uzyskał stopień naukowy doktora matematyki za pracę pod kierunkiem Landaua na temat analitycznej teorii binarnych form kwadratowych. W tym samym roku Uniwersytet w Zurychu udzielił mu habilitacji za pracę na temat analizie zespolonej i twierdzenia Picarda. Egzaminatorem był Ernst Zermelo. Bernays był docentem na Uniwersytecie w Zurychu w latach 1912–1917, gdzie poznał George’a Pólyę.
W 1917 roku David Hilbert zatrudnił Bernaysa do pomocy przy badaniach nad podstawami arytmetyki. Bernays wykładał również inne dziedziny matematyki na Uniwersytecie w Getyndze. W 1918 r. uniwersytet ten przyznał mu drugą habilitacją za rozprawę na temat aksjomatyki rachunku zdań Principia Mathematica.
W 1922 r. Getynga mianowała Bernaysa profesorem nadzwyczajnym bez etatu. Jego najbardziej utytułowanym studentem był tam Gerhard Gentzen. Po uchwaleniu przez nazistowskie Niemcy ustawy o przywróceniu zawodowej służby cywilnej w 1933 roku, uczelnia zwolniła Bernaysa z powodu jego żydowskiego pochodzenia.
Po pół roku indywidualnej pracy dla Hilberta, Bernays wraz z rodziną przeniósł się do Szwajcarii, której obywatelstwo odziedziczył po ojcu i gdzie ETH Zürich zatrudniało go okazjonalnie. Odwiedzał również University of Pennsylvania i był stypendystą w Institute for Advanced Study w latach 1935–1936 i ponownie w latach 1959–1960.

## Działalność matematyczna
Współpraca Bernaysa z Hilbertem zaowocowała dwutomowym dziełem Grundlagen der Mathematik (Fundamenty matematyki) wydanym w 1934 i 1939 roku. Dowód zawarty w tej publikacji, zgodnie z którym wystarczająco silna spójna teoria nie może zawierać własnego funktora odniesienia, znany jest jako paradoks Hilberta-Bernaysa.
W siedmiu artykułach, opublikowanych w latach 1937–1954 w Journal of Symbolic Logic (republikacja w Müller 1976), Bernays przedstawił aksjomatyczną teorię mnogości, której punktem wyjścia była pokrewna teoria, stworzona przez Johna von Neumanna w latach dwudziestych XX wieku. Teoria von Neumanna przyjmowała za pierwotne pojęcia funkcji i argumentu. Bernays przekształcił teorię von Neumanna w taki sposób, że pierwotne były klasy i zbiory. Teoria Bernaysa, z modyfikacjami Kurta Gödla, jest znana jako teoria mnogości von Neumanna–Bernaysa–Gödla.

## Publikacje
- David Hilbert, Paul Bernays, Grundlagen der Mathematik. I, t. 40, Berlin, New York: Springer-Verlag, 1934 (Die Grundlehren der mathematischen Wissenschaften), ISBN 978-3-540-04134-4 [zarchiwizowane z adresu 2011-05-17] (niem.). Brak numerów stron w książce[3]
- David Hilbert, Paul Bernays, Grundlagen der Mathematik. II, t. 50, Berlin, New York: Springer-Verlag, 1939 (Die Grundlehren der mathematischen Wissenschaften), ISBN 978-3-540-05110-7 [zarchiwizowane z adresu 2011-05-17] (niem.). Brak numerów stron w książce
- Paul Bernays, Axiomatic Set Theory, Amsterdam: North-Holland, 1958 (Studies in Logic and the Foundations of Mathematics), ISBN 978-0-486-66637-2 (ang.). Brak numerów stron w książce
- Paul Bernays, Abhandlungen zur Philosophie der Mathematik, Darmstadt: Wissenschaftliche Buchgesellschaft, 1976, ISBN 978-3-534-06706-0 (niem.). Brak numerów stron w książce
- Paul Bernays, ''Zum Entscheidungsproblem der mathematischen Logik'', „Mathematische Annalen”, 99, 99, 1928, s. 342–372, DOI: 10.1007/BF01459101 (niem.).